# Setge d'Òtranto (1481)
El Setge d'Òtranto de l'any 1481 va ser la resposta de les tropes del Regne de Nàpols per a recuperar la ciutat i la fortalesa d'Òtranto, al sud d'Itàlia, que havia estat assetjada per les tropes otomanes i conquerida l'any 1480. Aquest nou setge de signe contrari va permetre recuperar la ciutat per al Regne de Nàpols.

## Antecedents
El 1480, les forces de l'Imperi Otomà, sota les ordres de Mehmet II, assetjaren infructuosament Rodes i ocuparen Òtranto i massacraren la majoria dels seus habitants, causant el pànic a Itàlia.

## El setge
Els napolitans, comandats per l'infant Alfons, duc de Calàbria, i fill de Ferran I de Nàpols establiren el setge per mar i terra, reforçant les fortificacions de Gallipoli, Bríndisi, Tàrent, Lecce, Nardò, Ugento, Castro, Alessano i San Cataldo, i durant les operacions va morir Giulio Antonio Acquaviva. A petició del papa, Maties Corví va enviar al general Balázs Magyar, per recuperar la fortalesa. La fortalesa, equipada amb muralles medievals, rebé el bombardeig damb projectils incendiaris. Amb la mort de Mehmet II, Sixt IV no va afluixar en els esforços de croada que va caure el 10 de setembre de 1481.

## Conseqüències
L'infant Alfons a continuació va dirigir-se a Albània a donar suport a una revolta, però no va atacar el port d'Avlona i el Papa va acordar amb la República de Venècia treure Ferran del Regne de Nàpols.